# 小行星1568
小行星1568（1568 Aisleen）是一颗围绕太阳公转的小行星。1946年8月21日，歐內斯特·倫納德·詹森在约翰内斯堡发现了此天体。
該小行星以詹森的妻子命名。
这颗小行星的绝对星等为228.771904739521等。